# Matt Graham (Freestyle-Skier)
Matt Graham (* 23. Oktober 1994 in North Gosford, New South Wales) ist ein australischer Freestyle-Skier. Er startet in den Buckelpisten-Disziplinen Moguls und Dual Moguls.

## Werdegang
Graham debütierte im Januar 2010 in Deer Valley im Weltcup und belegte dabei den 41. Platz im Moguls-Wettbewerb. Erstmals eine Top-10-Platzierung im Weltcup erreichte er im Februar 2013 in Sotschi mit dem siebten Rang im Moguls. Bei den Weltmeisterschaften 2013 in Voss belegte er den 38. Rang im Dual Moguls und den vierten Platz im Moguls. Bei seiner ersten Olympiateilnahme 2014 in Sotschi wurde er Siebter im Moguls-Wettbewerb. In der Saison 2014/15 erreichte er mit zweiten Plätzen in Deer Valley und in Val St. Come sowie dem dritten Platz in Tazawako seine ersten Weltcuppodestplatzierungen. Bei den Freestyle-Skiing-Weltmeisterschaften 2015 am Kreischberg kam er auf den 16. Platz im Moguls und den zehnten Rang im Dual Moguls. Die Saison beendete er auf dem fünften Platz der Moguls-Disziplinenwertung.
In der Saison 2015/16 kam Graham bei allen Weltcupteilnahmen unter die ersten Zehn, darunter Platz 3 in Tazawako und Platz 2 in Val St. Come. Im Februar 2016 gelang ihm in Deer Valley der erste Weltcupsieg, zum Saisonende belegte den neunten Platz im Gesamtweltcup und den zweiten Rang der Moguls-Disziplinenwertung. Nach Platz 2 beim Weltcup in Ruka zu Beginn der Saison 2016/17 erzielte er acht Top-10-Platzierungen, darunter jeweils Platz 3 im Dual Moguls in Tazawako und im Moguls-Wettbewerb in Thaiwoo. Zudem holte er im Moguls in Calgary seinen zweiten Weltcupsieg und erreichte zum Saisonende den 7. Platz im Gesamtweltcup und den 3. Rang im Moguls-Weltcup. Beim Saisonhöhepunkt, den Weltmeisterschaften 2017 in der Sierra Nevada, belegte er den 14. Platz im Moguls und den 10. Platz im Dual Moguls.
Bei den Olympischen Winterspielen 2018 in Pyeongchang gewann Graham die Silbermedaille im Moguls-Wettbewerb, ebenso bei den Weltmeisterschaften 2019 in Park City.

## Erfolge

### Olympische Spiele
- Sotschi 2014: 7. Moguls
- Pyeongchang 2018: 2. Moguls
- Peking 2022: 29. Moguls

### Weltmeisterschaften
- Voss 2013: 4. Moguls, 38. Dual Moguls
- Kreischberg 2015: 10. Dual Moguls, 16. Moguls
- Sierra Nevada 2017: 10. Dual Moguls, 14. Moguls
- Park City 2019: 2. Moguls, 9. Dual Moguls
- Almaty 2021: 2. Dual Moguls, 20. Moguls
- Bakuriani 2023: 2. Moguls, 3. Dual Moguls

### Weltcupsiege
Graham errang im Weltcup bisher 21 Podestplätze, davon 4 Siege:
| Datum             | Ort         | Land     | Disziplin   |
| ----------------- | ----------- | -------- | ----------- |
| 4. Februar 2016   | Deer Valley | USA      | Moguls      |
| 28. Januar 2017   | Calgary     | Kanada   | Moguls      |
| 13. Dezember 2020 | Idre        | Schweden | Dual Moguls |
| 2. Februar 2023   | Deer Valley | USA      | Moguls      |

### Weltcupwertungen
| Saison  | Gesamt | Gesamt | Moguls | Moguls |
| Saison  | Platz  | Punkte | Platz  | Punkte |
| ------- | ------ | ------ | ------ | ------ |
| 2009/10 | –      | –      | 60.    | 4      |
| 2011/12 | 154.   | 4      | 34.    | 47     |
| 2012/13 | 133.   | 8      | 28.    | 92     |
| 2013/14 | 108.   | 11     | 22.    | 122    |
| 2014/15 | 13.    | 39     | 5.     | 347    |
| 2015/16 | 9.     | 47,25  | 2.     | 378    |
| 2016/17 | 7.     | 50,36  | 3.     | 554    |
| 2017/18 | 24.    | 33,40  | 5.     | 334    |
| 2018/19 | 19.    | 38,11  | 5.     | 343    |
| 2019/20 | 27.    | 33,10  | 5.     | 331    |
| 2020/21 | -      | -      | 1.     | 289    |
| 2021/22 | -      | -      | 36.    | 41     |

### Weitere Erfolge
- 25 Podestplätze im Australian New Zealand Cup, davon 16 Siege
- Siebenfacher Sieger der Moguls-Disziplinenwertung des Australian New Zealand Cup (2011, 2012, 2013, 2014, 2015, 2017, 2018, 2022)
- 1 Podestplatz im Europacup